# Karavia
A Karavia az ostoros moszatok (Euglenozoa) Euglenida csoportjának kládja. 2 ismert nemzetsége a Hemiolia és a Liburna, ezenkívül ide tartozhat az Entosiphon is.

## Történet
Első két ismert faja a Hemiolia trepida (Larsen et Patterson 1990) Lax  et al. 2019 és a Liburna glaciale (Larsen et Patterson 1990) Lax  et al. 2019. Ezeket eredetileg az Anisonema nemzetségbe sorolták Anisonema trepidum, illetve Anisonema glaciale néven, Gordon Lax  et al. 2019-ben mutatták ki, hogy filogenomikailag nem közeli rokonai az Anisonema acinusnak, ezért két nemzetséget hoztak létre számukra, a Hemioliát és a Liburnát. E két nemzetség az ostoros moszatok X, illetve W kládjával azonos.
A Karavia kládot 2023-ban hozták létre Lax  et al. filogenomika alapján.
Első parazita faját, a L. oophagát 2024-ben fedezték fel Zoral  et al.

## Filogenetika
2 nemzetsége ismert, ezek a Hemiolia és a Liburna. A Hemiolia (Hemiolia trepida, Hemiolia limna) és a Liburna (Liburna glaciale, L. oophaga) egyaránt 2 fajt tartalmaznak.
Lehetséges testvérnemzetsége a Gaulosia.

## Morfológia
Tagjai nyújtott vagy tojás alakú egysejtűek, elülső ostoruk rövidebb a hátulsónál, de mindkettő hosszabb a sejttestnél. Annak ellenére, hogy pellikulája – melynek sávjai nem feltűnőek – merev, akár 19 μm-es kovamoszatok fagocitózisára is képes, ennek módjáról ultraszerkezeti információ híján kevés ismeret van.
Fénymikroszkóppal nem látható ismert fajain sejtszáj.

## Életmód
4 ismert fajából 3 szabadon élő, első ismert parazita faja a L. oophaga, mely tintahalpetéket lebontva táplálkozik, magas halálozási arányokat okozva a tintahalembriókban. Ellene perecetsavoldattal lehet védekezni.
Kolóniákat alkothat.